# RheinEnergieStadion
RheinEnergieStadion – stadion piłkarski znajdujący się w Kolonii w Niemczech.
Należy on do klubu 1. FC Köln. Jego pojemność wynosi podczas rozgrywek klubowych 50 324, a 46 000 podczas meczów międzypaństwowych.
Stadion został otwarty 16 września 1923. Przed Mistrzostwami Świata 2006 został zmodernizowany.